# Nautilocalyx hirtiflorus
Nautilocalyx hirtiflorus är en tvåhjärtbladig växtart som först beskrevs av Richard Spruce och Johannes von Hanstein, och fick sitt nu gällande namn av Thomas Archibald Sprague. Nautilocalyx hirtiflorus ingår i släktet Nautilocalyx och familjen Gesneriaceae. Inga underarter finns listade i Catalogue of Life.